# Ковче
Ковче (мак. Ковче) — село у Північній Македонії, входить до складу общини Македонський Брод Південно-Західного регіону.
Населення — 8 осіб (перепис 2002), за етнічним складом усі македонці.